# Frostschutzschicht
Eine Frostschutzschicht (kurz FSS) ist Bestandteil des Oberbaus von Straßen- und Wegebefestigungen und bildet dort die unterste ungebundene Tragschicht. Es ist ihre Aufgabe, Frostschäden am Straßenaufbau zu verhindern oder zu minimieren. Die Frostunempfindlichkeit wird durch entsprechend abgestufte Gesteinskörnungen (geringer Feinkornanteil) und durch ausreichende Wasserdurchlässigkeit sichergestellt.
Wichtigste Eigenschaft ist die Fähigkeit, „kapillarbrechend“ zu wirken. So wird das Aufsteigen von Wasser im Straßenkörper verhindert.
Als Gesteinskörnung für die Frostschutzschicht eignen sich natürliche Mineralstoffe (wie etwa Sand oder Kies) und künstliche Mineralstoffe (Hochofenschlacke) sowie recycelte Baustoffe (beispielsweise Betonbruch). In Abhängigkeit vom Größtkorn, der erwarteten Verkehrsbelastung und der Frostempfindlichkeit des Unterbaus bzw. Untergrundes kann die Einbaudicke der Frostschutzschicht bestimmt werden. Die Stärke der FSS richtet sich nach den entsprechenden Richtlinien zu Bemessung des Straßenoberbaus im Zusammenhang mit der Lage der Straße innerhalb einer bestimmten Frostzone. Die FSS darf bindige Anteile (d. h. Korndurchmesser < 0,063 mm) im angelieferten Zustand von höchstens 5 % und im eingebauten Zustand höchstens 7 % noch enthalten. Zur Seite hin sollte die FSS mittels Quergefälle auf dem Planum entwässert werden.

## Normen und Standards
Deutschland
- Richtlinien für die Standardisierung des Oberbaues von Verkehrsflächen (RStO)
- Zusätzliche Technische Vertragsbedingungen und Richtlinien für Schichten ohne Bindemittel (ZTV SoB-StB) (seit 4. Februar 2005, davor Zusätzliche Technische Vertragsbedingungen und Richtlinien für Tragschichten im Straßenbau (ZTV T-StB))
- Technische Lieferbedingungen für Baustoffgemische und Böden zur Herstellung von Schichten ohne Bindemittel im Straßenbau (TL SoB-StB) (Ausgabe 2004 / Fassung 2007)

Österreich
- RVS 03.08.63 Oberbaubemessung
- RVS 08.15.01 Ungebundene Tragschichten

Schweiz
- SN 507708 – Allgemeine Bedingungen für den Strassenoberbau
- SN 640741 – Verkehrsflächen mit ungebundenem Oberbau – Grundnorm